# Brad Johnson (football américain)
Pour les articles homonymes, voir Brad Johnson et Johnson.
(en) Statistiques sur pro-football-reference
 Brad Johnson est un joueur américain de football américain, né le 13 septembre 1968 à Marietta (Géorgie), qui évolue au poste de quarterback.

## Biographie

### Carrière universitaire
Il a joué avec les Seminoles de Florida State de 1988 à 1991, passant l'essentiel de sa carrière universitaire comme remplaçant. C'est durant la saison 1990 qu'il voit le plus d'action. Nommé titulaire en début de saison avant d'être remplacé par Casey Weldon durant la saison, il complète 109 passes sur 163 tentatives en plus de marquer 8 touchdowns contre 5 interceptions. 

### Carrière professionnelle
Il est sélectionné au 9er tour lors de la draft 1992 de la NFL, à la 227e position, par les Vikings du Minnesota. Il commence sa carrière comme remplaçant chez les Vikings, en étant le troisième quarterback de l'équipe derrière Rich Gannon et Sean Salisbury. À ses deux premières saisons, il ne joue pas le moindre snap avec l'équipe. En 1994, servant de remplaçant à Warren Moon, il fait ses débuts sur le terrain dans la NFL.
Lors du printemps 1995, il rejoint les London Monarchs dans la World League of American Football (WLAF), avant de retourner en automne avec les Vikings. En 1996, une blessure de Moon en début de saison lui permet d'être titularisé pour la première fois de sa carrière. Après des performances inconstantes de Moon, Johnson est nommé lors des six derniers matchs du calendrier régulier et devient définitivement le quarterback titulaire des Vikings. Il aide les Vikings à atteindre la phase éliminatoire, qui sera perdue au premier tour contre les Cowboys de Dallas.
La saison suivante, il débute les 13 premiers matchs de la saison avant de se blesser au cou et être remplacé par Randall Cunningham pour le restant de la saison. Il retourne comme titulaire en 1998 mais voit sa saison être déraillée à cause des blessures et est une nouvelle fois remplacé par Cunningham.
En 1999, il est échangé aux Redskins de Washington contre trois sélections de draft (premier et troisième tours pour 1999 et deuxième tour pour 2000). Il connaît une bonne première saison avec les Redskins en atteignant la barre 4 000 yards à la passe pour la première fois en carrière en plus d'être nommé pour le Pro Bowl. La saison suivante est toutefois plus difficile pour Johnson, qui lance plus d'interceptions que de passes de touchdown en plus d'être remplacé par Jeff George pendant quelques matchs.
Il rejoint les Buccaneers de Tampa Bay en 2001. En 2002, il réalise 3 049 yards à la passe et 22 passes de touchdown, chiffres lui permettant d'être nommé au Pro Bowl pour la deuxième fois de sa carrière. Qualifiés pour la phase éliminatoire avec 12 victoires et 4 défaites, il aide les Buccaneers à remporter le premier Super Bowl de leur histoire, en remportant l'édition XXXVII face aux Raiders d'Oakland.
Après une saison 2003 où son équipe échoue de se qualifier en phase éliminatoire et un début de saison difficile en 2004, il est remplacé par Chris Simms et se retrouve même relégué comme troisième quarterback, lorsque les Buccaneers font débuter Brian Griese au lieu de Johnson lorsque Simms s'est blessé. Johnson est finalement libéré par les Buccaneers après la fin de la saison. 
Il retourne en 2005 avec les Vikings du Minnesota. Servant de remplaçant à Daunte Culpepper, ce dernier se blesse à mi-chemin de la saison et Johnson prend le rôle de titulaire. Il mène les Vikings à une série de six victoires consécutives pour finir la saison avec neuf victoires lors des neuf derniers matchs, mais cela ne suffit pas pour que l'équipe se qualifie en phase éliminatoire, en terminant la saison avec une fiche de 9 victoires et 7 défaites. Johnson est nommé titulaire pour le début de la saison 2006, mais connaît des difficultés en lançant plus d'interceptions que de passes de touchdown et échoue à mener son équipe en éliminatoires. Il est libéré après deux saisons au Minnesota.
En 2007, il signe aux Cowboys de Dallas et sert de remplaçant à Tony Romo. Il est libéré en 2009 après deux saisons avec les Cowboys.
Durant sa carrière professionnelle qui a duré 17 saisons, il a atteint cinq fois les 3 000 yards à la passe en une saison, et se retire avec deux sélections au Pro Bowl ainsi qu'une bague du Super Bowl.

## Palmarès
- Vainqueur du Super Bowl en 2002 avec Tampa Bay
- Pro Bowl : 1999, 2002

## Statistiques
| Année              | Équipe                  | MJ                 |         | Passes   | Passes | Passes | Passes | Passes | Passes | Passes  |       | Courses | Courses | Courses | Courses |
| Année              | Équipe                  | MJ                 | Tentées | Réussies | Pct.   | Yards  | TD     | Int.   | Éval.  | Tentées | Yards | Moy.    | TD      |         |         |
| 1992               | Vikings du Minnesota    | 0                  | -       | -        | -      | -      | -      | -      | -      | -       | -     | -       | -       |         |         |
| 1993               | Vikings du Minnesota    | 0                  | -       | -        | -      | -      | -      | -      | -      | -       | -     | -       | -       |         |         |
| 1994               | Vikings du Minnesota    | 4                  | 37      | 22       | 59,5   | 150    | 0      | 0      | 68,5   | 2       | -2    | -1,0    | 0       |         |         |
| 1995               | Vikings du Minnesota    | 5                  | 36      | 25       | 69,4   | 272    | 0      | 2      | 68,3   | 9       | -9    | -1,0    | 0       |         |         |
| 1996               | Vikings du Minnesota    | 12                 | 311     | 195      | 62,7   | 2 258  | 17     | 10     | 89,4   | 34      | 90    | 2,6     | 1       |         |         |
| 1997               | Vikings du Minnesota    | 13                 | 452     | 275      | 60,8   | 3 036  | 20     | 12     | 84,5   | 35      | 139   | 4,0     | 0       |         |         |
| 1998               | Vikings du Minnesota    | 4                  | 101     | 65       | 64,4   | 747    | 7      | 5      | 89,0   | 12      | 15    | 1,3     | 0       |         |         |
| 1999               | Redskins de Washington  | 16                 | 519     | 316      | 60,9   | 4 005  | 24     | 13     | 90,0   | 26      | 31    | 1,2     | 2       |         |         |
| 2000               | Redskins de Washington  | 12                 | 364     | 227      | 62,4   | 2 505  | 11     | 15     | 75,7   | 22      | 58    | 2,6     | 1       |         |         |
| 2001               | Buccaneers de Tampa Bay | 16                 | 559     | 340      | 60,8   | 3 406  | 13     | 11     | 77,7   | 39      | 120   | 3,1     | 3       |         |         |
| 2002               | Buccaneers de Tampa Bay | 13                 | 451     | 281      | 62,3   | 3 049  | 22     | 6      | 92,9   | 13      | 30    | 2,3     | 0       |         |         |
| 2003               | Buccaneers de Tampa Bay | 16                 | 570     | 354      | 62,1   | 3 811  | 26     | 21     | 81,5   | 25      | 33    | 4,6     | 0       |         |         |
| 2004               | Buccaneers de Tampa Bay | 4                  | 103     | 65       | 63,1   | 674    | 3      | 3      | 79.5   | 5       | 23    | 4,6     | 0       |         |         |
| 2005               | Vikings du Minnesota    | 15                 | 294     | 184      | 62,6   | 1 885  | 12     | 4      | 88,9   | 18      | 53    | 2,9     | 0       |         |         |
| 2006               | Vikings du Minnesota    | 15                 | 439     | 270      | 61,5   | 2 750  | 9      | 15     | 72,0   | 29      | 82    | 2,8     | 1       |         |         |
| 2007               | Cowboys de Dallas       | 16                 | 11      | 7        | 63,6   | 79     | 0      | 0      | 85,0   | 5       | -5    | -1,0    | 0       |         |         |
| 2008               | Cowboys de Dallas       | 16                 | 78      | 41       | 52,6   | 427    | 2      | 5      | 50,5   | 2       | -1    | -0,5    | 0       |         |         |
| Totaux en carrière | Totaux en carrière      | Totaux en carrière | 4 326   | 2 668    | 61,7   | 29 054 | 166    | 122    | 82,5   | 276     | 657   | 2,4     | 8       |         |         |